# Stefania Malmsten
Agnes Stefania Malmsten, född 16 oktober 1967 i Huddinge, är en svensk grafisk formgivare.
Stefania Malmsten har studerat på Beckmans designhögskola i Stockholm och var med och grundade tidskrifterna Pop och Bibel. Hon var creative director på modemagasinet Rodeo 2012–2014. Stefania är medgrundare till designstudion Malmsten Hellberg och är lektor i Visuell kommunikation på Beckmans designhögskola
Stefania tilldelades Berlingpriset 2006 och Platinaägget 2021. Hon står, tillsammans med Letters from Sweden bakom typsnitten Line, Inline och Tid.
Hon är dotter till illustratören Peter Csihas och författaren Bodil Malmsten.